# Pandanus oligocarpus
Pandanus oligocarpus är en enhjärtbladig växtart som beskrevs av Ugolino Martelli. Pandanus oligocarpus ingår i släktet Pandanus och familjen Pandanaceae.
Artens utbredningsområde är Madagaskar. Inga underarter finns listade.